# آتالیا
آتالیا (یونانی: Γοθολία) دختر پادشاه عمری، یا اهب و ایزابل پادشاهی شمالی اسرائیل، ملکه هم‌نشین از پادشاهی یهودا بود. همسر یهورام یهودا، از نوادگان پادشاه داوود و بعدها ملکه حاکم ج. ۸۴۱–۸۳۵ پیش از میلاد بود.